# Press–Schechter 理論
Press–Schechter 理論 (Press-Schecter formalizm, Press-Schecter theory)は、宇宙のある体積内中に存在する特定の質量を持つ天体（銀河、銀河団、ダークマターハロー）の数を予測するための数学モデルである。1974年にWilliam H. PressとPaul Schechterによる学術論文に記述された。

## 背景
冷たい暗黒物質宇宙論モデルの文脈では全てのスケールの揺らぎは、例えばインフレーション時代の量子ゆらぎ等によって、非常に早い時期に宇宙に刻み込まれる。その後、放射が赤方偏移するにつれて、これらは質量揺らぎとして線形に成長し始める。そのしばらく後、小さな質量スケールから時間の経過とともに大きな質量スケールに進みながら、揺らぎは重力崩壊を起こし、いわゆる階層構造形成により銀河・銀河団を形成する（宇宙論参照）。
PressとSchechterは、ある質量 {\displaystyle M} よりも重い重力崩壊した天体の質量の割合は、その領域内での平滑化された初期密度揺らぎが特定のしきい値を超えるような領域が占める割合と関連していることを発見した。これにより、任意の時点での天体の質量関数（質量分布）の式が得られる。

## 結果
Press–Schechter 理論によれば、質量が{\displaystyle M}と{\displaystyle M+dM}の間であるような天体の個数 {\displaystyle dn} は以下で与えられる：
{\displaystyle dn\equiv N(M)dM={\frac {1}{\sqrt {\pi }}}\left(1+{\frac {n}{3}}\right){\frac {\bar {\rho }}{M^{2}}}\left({\frac {M}{M^{*}}}\right)^{\left(3+n\right)/6}\exp \left(-\left({\frac {M}{M^{*}}}\right)^{\left(3+n\right)/3}\right)dM}
ここで {\displaystyle n} は初期宇宙の密度揺らぎのパワースペクトルの冪指数（{\displaystyle P(k)\propto k^{n}}） 、 {\displaystyle {\bar {\rho }}} は揺らぎが重力崩壊し天体が形成されたときの宇宙の平均（バリオンおよび暗黒）物質密度であり、 {\displaystyle M^{*}}はカットオフ質量であり、そのスケール以下で構造が形成される。{\displaystyle M^{*}}は次のように与えられる：
{\displaystyle M^{*}=\left({\frac {{\bar {\rho }}^{1-{\frac {n}{3}}}}{2\sigma ^{2}}}\right)^{\frac {3}{3+n}}=\left({\frac {{\bar {\rho }}_{0}^{1-{\frac {n}{3}}}}{2\sigma _{0}^{2}}}\right)^{\frac {3}{3+n}}\cdot {\frac {R_{0}^{2}}{R^{2}}}}
ここで {\displaystyle \sigma } は重力崩壊して天体を形成する由来となった揺らぎの単位体積あたりの標準偏差であり、 R はその時の宇宙のスケール因子である。下付き文字0のパラメーターは、揺らぎが最初に生まれた時（または重力崩壊前の任意の時点）での値を表す。
定性的な予測として、質量分布は小さな質量のべき乗則であり、ある特徴的な質量を超える指数関数的な質量カットオフは時間とともに増加するはずである。このような関数は、以前は観測された光度関数として Schechter によって指摘されていたが、現在はSchechter 光度関数として知られている。 Press-Schecter 理論は、そのような関数がどのように発生するかについての最初の定量的モデルを提供した。
スケールフリーのパワースペクトルの場合はn = 0（スカラースペクトルインデックス1）であり、これは現在の標準的な宇宙論モデルのスペクトルに非常に近い。この場合、 {\displaystyle dn}はよりシンプルな形をしている。質量次元を持たないように記述すれば：
{\displaystyle M{\frac {dn}{dM}}={\frac {1}{\sqrt {\pi }}}{\frac {\bar {\rho }}{M}}\left({\frac {M}{M^{*}}}\right)^{1/2}e^{-M/M^{*}}}

## 仮定、及び導出の概要
Press-Schechter 理論は、各天体が密度揺らぎの重力崩壊によって形成されていると仮定することによって導き出される。さらに、揺らぎは宇宙の初期のある時期には小さいと想定され、最終的な重力崩壊自体が非線形プロセスであるにもかかわらず、線形近似で扱われる。
密度の揺らぎは正規分布であり、その分散は次で与えられるとする： 
{\displaystyle \delta _{*}^{2}={\frac {\Sigma ^{2}}{M^{2}}}={\frac {V\cdot \sigma ^{2}}{M^{2}}}={\frac {\sigma ^{2}}{M\cdot \rho }}}
ここで{\displaystyle \Sigma }は揺らぎのある空間中の質量の標準偏差であり、 {\displaystyle M} はその質量である。
わずかな変動 {\displaystyle \delta } が存在すると、宇宙がその時から {\displaystyle 1/\delta } 倍程度拡大した後、重力崩壊を起こす。これにより、{\displaystyle M}、 {\displaystyle \rho }、 及び{\displaystyle \sigma } を用いて揺らぎを記述する正規分布が Press-Schechterの公式を与える。

## 一般化
Sheth-Tormenによるものなど、Press-Schechter理論には多くの一般化が存在する。 